# Rutki-Borki
Rutki-Borki – wieś sołecka w Polsce położona w województwie mazowieckim, w powiecie ciechanowskim, w gminie Ciechanów.
| SIMC    | Nazwa          | Rodzaj    |
| ------- | -------------- | --------- |
| 0112762 | Rutki-Bronisze | część wsi |

W latach 1975–1998 miejscowość administracyjnie należała do województwa ciechanowskiego.
Obok miejscowości przepływa niewielka rzeka Rosica, dopływ Wkry.
W pobliżu wsi rośnie najgrubsza w kraju grusza polna. To drzewo o obwodzie 627 cm (tuż przy gruncie), bardzo nisko rozwidlające się na cztery konary, tworzące okazałą koroną. Grusza jest w złym stanie zdrowotnym; jej wiek ocenia się na 350 lat.